# Mundschenk

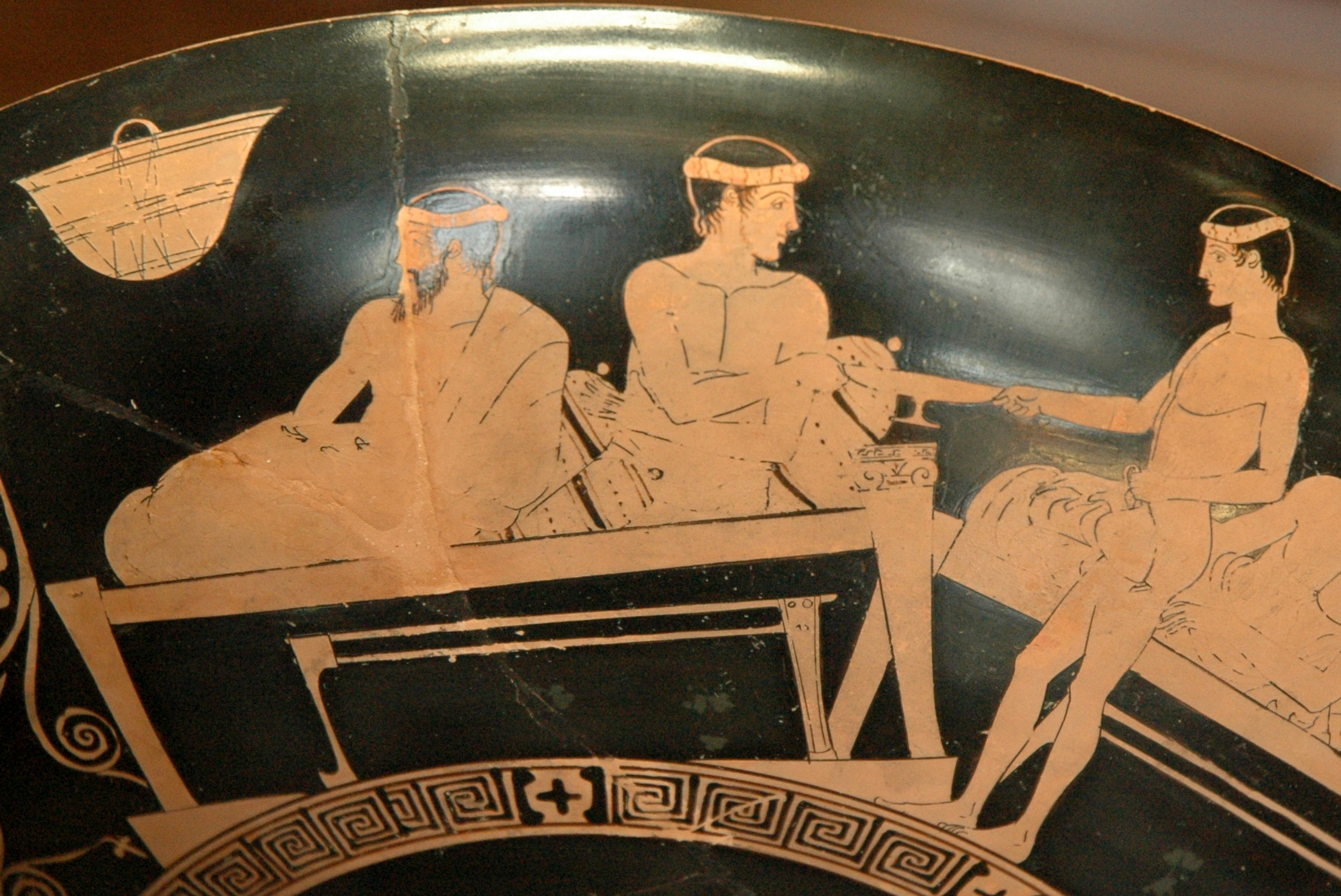
Mundschenke (rechts) in der Antike waren oft Sklaven – hier etwa im antiken Griechenland (460–450 v. Chr.).

Der Mundschenk, auch Butigler oder später Hofschenk, (lateinisch pincerna oder buticularius, davon abgeleitet wohl Pütker, wie das Hofamt im Fürstentum Lüneburg genannt wurde – siehe auch Cellarius oder Kellerer, lat. cellarius) war im Mittelalter ein Hofbediensteter, der für die Versorgung mit Getränken – vor allem mit Wein – zuständig war, ab karolingischer Zeit auch für die Verwaltung der königlichen Weingärten. An größeren Fürstenhöfen entwickelte sich die Funktion des Mundschenks zum Hofamt, das als Ehrenamt oft in einer hochrangigen Adelsfamilie erblich wurde, faktisch meist aber von einem Stellvertreter ausgeübt wurde.
Erste Erwähnungen des Mundschenkenamtes gibt es bereits in der Bibel in Genesis 40,1–23 , wo in der Josefsgeschichte der Mundschenk des Pharao erwähnt wird, sowie in Neh 1,11 /Neh 2,1  und 1 Kön 10,5 . Nehemia selbst war Mundschenk des persischen Königs Artaxerxes Longimanus, des Sohnes von Xerxes I. in Susa. Auch vom assyrischen Hof ist das Amt belegt (etwa Aššur-bunaja-usur unter Salmanasser III.). Dort war der Mundschenk ein hoher Beamter, der zum Beispiel das Amt des eponymen Beamten wahrnehmen konnte.
Das Mundschenkenamt war ein Amt mit einer sehr hohen Verantwortung, aber auch Vertrauensstellung. Ähnlich dem bereits in der Antike bekannten Amt des Vorkosters vertraute der Herrscher dem Mundschenken seine Gesundheit und sein Wohlergehen an. Des Weiteren hatte der Mundschenk direkten Zugang zum König, wenn dieser in guter Stimmung und für Gefälligkeiten zugänglich war. Diese Vertrauensstellung führte zu dem hohen Ansehen des Amtes bis ins Hochmittelalter. In der Stauferzeit (11. – 13. Jahrhundert) war der Butigler der höchste königliche Verwaltungsbeamte und hatte zugleich den Vorsitz des kaiserlichen Landgerichts inne.
Im Heiligen Römischen Reich Deutscher Nation gehörte das Amt des Mundschenks zu den vier Erzämtern, die mit der weltlichen Kurfürstenwürde verbunden waren. So war der König von Böhmen der Erzmundschenk des römisch-deutschen Kaisers. All dies waren aber reine Ehrentitel. Die mit den Ämtern verbundenen tatsächlichen Aufgaben nahmen stellvertretend für die Kurfürsten die Inhaber der sogenannten Reichserbämter wahr. Der Reichserbschenk (pincerna imperii) war beispielsweise bei den Feierlichkeiten zur Krönung des römisch-deutschen Kaisers in Frankfurt am Main unter anderem dafür zuständig, dass kostenlos Wein ans Volk ausgeschenkt wurde.

## Schenk als Adelstitel
Mit dem Amt des Mundschenk verwandt ist der Adelstitel Schenk, der sich jedoch von der eigentlichen Tätigkeit gelöst hat.